# Pristomerus orbitalis
Pristomerus orbitalis är en stekelart som beskrevs av Holmgren 1860. Pristomerus orbitalis ingår i släktet Pristomerus och familjen brokparasitsteklar. Arten är reproducerande i Sverige. Utöver nominatformen finns också underarten P. o. rufipes.